# Lista de campeões do Invicta FC
Essa é uma lista dos campeões do Invicta Fighting Championships.

## Atuais campeãs
| Divisão | Peso      | Lutadora         | Campeã desde                                          | Próxima Defesa   | Defesas |
| ------- | --------- | ---------------- | ----------------------------------------------------- | ---------------- | ------- |
| Pena    | até 66 kg |                  |                                                       | Sem luta marcada | 0       |
| Galo    | até 61 kg | Taneisha Tennant | 27 de agosto de 2021 (Invicta FC 44)                  | Sem luta marcada | 1       |
| Mosca   | até 56 kg | Karina Rodríguez | 21 de maio de 2021 (Invicta FC: Rodríguez x Torquato) | Sem luta marcada | 1       |
| Palha   | até 52 kg | Emily Ducote     | 27 de agosto de 2021 (Invicta FC 44)                  | Sem luta marcada | 1       |
| Átomo   | até 48 kg | Jéssica Delboni  | 12 de janeiro de 2022 (Invicta FC 45)                 | Sem luta marcada | 0       |

## Histórico de títulos

### Peso pena
Até 65,7 kg
| Nº                                                                                            | Nome              | Data                                   | Local        | Oponente                  | Defesas |
| --------------------------------------------------------------------------------------------- | ----------------- | -------------------------------------- | ------------ | ------------------------- | --- |
| 1                                                                                             | Cristiane Justino | 13 de Julho de 2013 (Invicta FC 6)     | Kansas City, | Nocauteou Marloes Coenen  | 1. Nocauteou Charmaine Tweet Smith (Invicta FC 11) 2. Nocauteou Faith Van Duin (Invicta FC 13) 3. Nocauteou Daria Ibragimova (Invicta FC 15) |
| Int.                                                                                          | Megan Anderson    | 14 de Janeiro de 2017 (Invicta FC 21)  | Kansas City, | Nocauteou Charmaine Tweet | |
| Em 24 de março de 2017, Cristiane Justino abdicou do título para lutar exclusivamente no UFC. |                   |                                        |              |                           | |
| 2                                                                                             | Megan Anderson    | 24 de Março de 2017 (Invicta FC 22)    | Kansas City, | Promovida a campeã        | |
| Em 20 de junho de 2017, Megan Anderson abdicou do título assinar UFC.                         |                   |                                        |              |                           | |
| 3                                                                                             | Felicia Spencer   | 16 de Novembro de 2018 (Invicta FC 32) | Shawnee,     | Finalizou Pam Sorenson    | |
| Em 26 de março de 2019, Felicia Spencer abdicou do título assinar UFC.                        |                   |                                        |              |                           | |
| 4                                                                                             | Pam Sorenson      | 9 de Agosto de 2019 (Invicta FC 36)    | Kansas City, | Venceu Kaitlin Youngn     | |
| Em 13 de julho de 2021, Pam Sorenson abdicou do título assinar Bellator.                      |                   |                                        |              |                           | |

### Peso galo
Até 61,2 kg
| Nº | Nome               | Data                                            | Local        | Oponente                   | Defesas |
| --- | ------------------ | ----------------------------------------------- | ------------ | -------------------------- | --- |
| 1 | Lauren Murphy      | 7 de Dezembro de 2013 (Invicta FC 7)            | Kansas City, | Nocauteou Miriam Nakamoto  | |
| Em 3 de julho de 2014, Lauren Murphy abdicou do título assinar UFC.                                                                                       |                    |                                                 |              |                            | |
| 2 | Tonya Evinger      | 9 de Julho de 2015 (Invicta FC 13)              | Las Vegas,   | Nocauteou Irene Aldana     | 1. Venceu Colleen Schneider (Invicta FC 17) NC. contra Yana Kunitskaya (Invicta FC 20) 2. Finalizou Yana Kunitskaya (Invicta FC 22) |
| Em 1 de dezembro de 2016, Tonya Evinger teve a derrota no Invicta FC 20 anulada ao provar que o juiz a tirou de uma posição favorável e continuou campeã. |                    |                                                 |              |                            | |
| Em 3 de julho de 2017, Tonya Evinger abdicou do título assinar UFC.                                                                                       |                    |                                                 |              |                            | |
| 3 | Yana Kunitskaya    | 31 de Agosto de 2017 (Invicta FC 25)            | Lemoore,     | Venceu Raquel Pa'aluhi     | |
| Em 7 de fevereiro de 2018, Yana Kunitskaya abdicou do título assinar UFC.                                                                                 |                    |                                                 |              |                            | |
| 4 | Sarah Kaufman      | 4 de Maio de 2018 (Invicta FC 29)               | Kansas City, | Finalizou Katharina Lehner | |
| Em 9 de maio de 2019, Sarah Kaufman abdicou do título assinar PFL.                                                                                        |                    |                                                 |              |                            | |
| 5 | Julija Stoliarenko | 6 de Março de 2020 (Invicta FC Phoenix Série 3) | Kansas City, | Venceu Lisa Verzosa        | |
| Em 31 de julho de 2020, Julija Stoliarenko abdicou do título assinar UFC.                                                                                 |                    |                                                 |              |                            | |
| 6 | Taneisha Tennant   | 27 de agosto de 2021 (Invicta FC 44)            | Kansas City, | Venceu Lisa Verzosa        | 1. Venceu Olga Rubin (Invicta FC 48)                                                                                                |

### Peso mosca
Até 56,7 kg
| Nº                                                                          | Nome             | Data                                                  | Local        | Oponente               | Defesas                                                                                    |
| --------------------------------------------------------------------------- | ---------------- | ----------------------------------------------------- | ------------ | ---------------------- | ------------------------------------------------------------------------------------------ |
| 1                                                                           | Barb Honchak     | 5 de Abril de 2013 (Invicta FC 5)                     | Kansas City, | Venceu Vanessa Porto   | 1. Venceu Leslie Smith (Invicta FC 7) 2. Venceu Takayo Hash (Invicta FC 9)                 |
| Int.                                                                        | Jennifer Maia    | 11 de Março de 2016 (Invicta FC 16)                   | Las Vegas,   | Venceu Vanessa Porto   |                                                                                            |
| Em 22 de setembro de 2016, Barb Honchak foi destituída por inatividade.     |                  |                                                       |              |                        |                                                                                            |
| 2                                                                           | Jennifer Maia    | 22 de Setembro de 2016 (Invicta FC 19)                | Kansas City, | Promovida a campeã     | 1. Venceu Roxanne Modafferi (Invicta FC 19) 2. Venceu Agnieszka Niedźwiedź (Invicta FC 26) |
| Em 7 de julho de 2018, Jennifer Maia abdicou do título assinar UFC.         |                  |                                                       |              |                        |                                                                                            |
| 3                                                                           | Vanessa Porto    | 15 de Fevereiro de 2019 (Invicta FC 34)               | Kansas City, | Venceu Pearl Gonzalez  |                                                                                            |
| Em 2 de setembro de 2020, Vanessa Porto abdicou do título assinar Bellator. |                  |                                                       |              |                        |                                                                                            |
| 4                                                                           | Karina Rodríguez | 21 de maio de 2021 (Invicta FC: Rodríguez x Torquato) | Kansas City, | Venceu Daiana Torquato | 1. Venceu Daiana Torquato (Invicta FC 46)                                                  |

### Peso palha
Até 52,2 kg
| Nº                                                                                                | Nome               | Data                                  | Local                 | Oponente                   | Defesas                                        |
| ------------------------------------------------------------------------------------------------- | ------------------ | ------------------------------------- | --------------------- | -------------------------- | ---------------------------------------------- |
| 1                                                                                                 | Carla Esparza      | 5 de Janeiro de 2013 (Invicta FC 4)   | Kansas City,          | Venceu Bec Hyatt           |                                                |
| Em 11 de dezembro de 2013, Carla Esparza abdicou do título assinar UFC para participar do TUF 20. |                    |                                       |                       |                            |                                                |
| 2                                                                                                 | Katja Kankaanpää   | 6 de junho de 2014 (Invicta FC 8)     | Kansas City,          | Finalizou Stephanie Eggink |                                                |
| 3                                                                                                 | Lívia Renata Souza | 24 de abril de 2015 (Invicta FC 12)   | Kansas City,          | Finalizou Katja Kankaanpää | 1. Nocauteou DeAnna Bennett (Invicta FC 15)    |
| 4                                                                                                 | Angela Hill        | 7 de maio de 2016 (Invicta FC 17)     | Costa Mesa,           | Venceu Lívia Renata Souza  | 1. Venceu Kaline Medeiros (Invicta FC 20)      |
| Em 4 de fevereiro de 2017, Angela Hill abdicou do título assinar UFC.                             |                    |                                       |                       |                            |                                                |
| 5                                                                                                 | Virna Jandiroba    | 24 de março de 2018 (Invicta FC 28)   | Salt Lake City, Utah, | Venceu Mizuki Inoue        | 1. Finalizou Janaisa Morandin (Invicta FC 31)  |
| Em 7 de abril de 2019, Virna Jandiroba abdicou do título assinar UFC.                             |                    |                                       |                       |                            |                                                |
| 6                                                                                                 | Brianna Van Buren  | 3 de maio de 2019 (Phoenix Series 1)  | Kansas City,          | Finalizou Kailin Curran    |                                                |
| Em 11 de junho de 2019, Brianna Van Buren abdicou do título assinar UFC.                          |                    |                                       |                       |                            |                                                |
| 7                                                                                                 | Kanako Murata      | 1 de novembro de 2019 (Invicta FC 38) | Kansas City,          | Venceu Emily Ducote        |                                                |
| Em 2 de setembro de 2020, Kanako Murata abdicou do título assinar UFC.                            |                    |                                       |                       |                            |                                                |
| 8                                                                                                 | Emily Ducote       | 27 de agosto de 2021 (Invicta FC 44)  | Kansas City,          | Nocauteou Danielle Taylor  | 1. Nocauteou Alesha Zappitella (Invicta FC 47) |

### Peso átomo
Até 47,7 kg
| Nº | Nome              | Data                                   | Local        | Oponente                    | Defesas                                                                            |
| --- | ----------------- | -------------------------------------- | ------------ | --------------------------- | ---------------------------------------------------------------------------------- |
| 1 | Jessica Penne     | 6 de outubro de 2012 (Invicta FC 3)    | Kansas City, | Finalizou Naho Sugiyama     |                                                                                    |
| 2 | Michelle Waterson | 6 de abril de 2013 (Invicta FC 5)      | Kansas City, | Finalizou Jessica Penne     | 1. Nocauteou Yasuko Tamada (Invicta FC 8)                                          |
| 3 | Herica Tiburcio   | 5 de dezembro de 2014 (Invicta FC 10)  | Houston,     | Finalizou Michelle Waterson |                                                                                    |
| 4 | Ayaka Hamasaki    | 9 de julho de 2015 (Invicta FC 13)     | Las Vegas,   | Venceu Herica Tiburcio      | 1. Finalizou Amber Brown (Invicta FC 16) 2. Nocauteou Jinh Yu Frey (Invicta FC 19) |
| Em 15 de julho de 2017, Ayaka Hamasaki abdicou do título assinar Rizin.                                                   |                   |                                        |              |                             |                                                                                    |
| 5 | Jinh Yu Frey      | 21 de julho de 2018 (Invicta FC 30)    | Kansas City, | Venceu Minna Grusander      | 1. Venceu Minna Grusander (Invicta FC 33)                                          |
| Em 6 de fevereiro de 2020, Jinh Yu Frey foi destituída ao falhar no corte de peso contra Ashley Cummins no Invicta FC 39. |                   |                                        |              |                             |                                                                                    |
| 6 | Alesha Zappitella | 17 de setembro de 2020 (Invicta FC 42) | Kansas City, | Finalizou Ashley Cummins    | 1. Venceu Jéssica Delboni (Invicta FC 44)                                          |
| 7 | Jéssica Delboni   | 12 de janeiro de 2022 (Invicta FC 45)  | Kansas City, | Venceu Alesha Zappitella    |                                                                                    |

## Recordes

### Maiores vencedores de disputa de Cinturão
| Vitórias | Campeão           | Divisão | V | E | NC | D |
| -------- | ----------------- | ------- | - | - | -- | - |
| 4        | Cristiane Justino | Pena    | 4 | 0 | 0  | 0 |
| 3        | Barb Honchak      | Mosca   | 3 | 0 | 0  | 0 |
| 3        | Ayaka Hamasaki    | Átomo   | 3 | 0 | 0  | 0 |
| 3        | Jennifer Maia     | Mosca   | 3 | 0 | 0  | 0 |

### Maiores sequências de defesas de Cinturão
| Defesas | Lutador           | Divisão | Data                                      |
| ------- | ----------------- | ------- | ----------------------------------------- |
| 3       | Cristiane Justino | Pena    | 13 de julho de 2013 – 24 de março de 2017 |